# Ed Hannigan
Ed Hannigan (* 6. August 1951) ist ein US-amerikanischer Comicautor und -zeichner.

## Leben und Arbeit
Hannigan begann in den 1970er Jahren hauptberuflich in der Comicbranche zu arbeiten. Für den Verlag Marvel Comics gestaltete er in den späten 1970er und frühen 1980er Jahre die damals enorm populäre Serie The Defenders. Außerdem zeichnete er für Marvel einige Ausgaben der Serie The Spectacular Spider-Man. Hinzu kamen Arbeiten als Coverzeichner für die von DC-Comics produzierte Serie Batman (1983–1985).
1987 übernahm Hannigan den Job des Zeichners für die von Mike Grell verfasste Miniserie Green Arrow: The Longbow Hunters und die aus dieser hervorgegangene Serie Green Arrow, die er bis in die frühen 1990er Jahre betreute. 1992 legte Hannigan mit der dreiteiligen Serie Skull & Bones eine Eigenschöpfung vor, die er sowohl als Autor als auch als Zeichner betreute. 
Heute lebt Hannigan mit seiner Familie in New Hampshire.